# Lammassaari (ö i Birkaland, Övre Birkaland, lat 62,25, long 24,03)
Lammassaari är en ö i Finland. Den ligger i sjön Uurasjärvi och i kommunen Virdois i den ekonomiska regionen  Övre Birkalands ekonomiska region  och landskapet Birkaland, i den sydvästra delen av landet, 240 km norr om huvudstaden Helsingfors. Öns area är 7,3 hektar och dess största längd är 410 meter i sydöst-nordvästlig riktning.